# Raúl Servín
Raúl Servín Moretti (* 29. April 1963 in Mexiko-Stadt) ist ein ehemaliger mexikanischer Fußballspieler auf der Position des Verteidigers, der seit mehreren Jahren im Nachwuchsbereich der UNAM Pumas tätig ist und seit 2011 dessen U-20-Mannschaft trainiert.
Sein gleichnamiger Sohn Raúl Servín Molina (* 1990) spielt seit einigen Jahren als Fußballer beim mexikanischen Zweitligisten Pumas Morelos, dem Filialteam der UNAM Pumas.

## Biografie

### Verein
Servín spielte zwischen 1980 und 1989 beinahe ein komplettes Jahrzehnt bei den UNAM Pumas, mit denen er in der Saison 1980/81 die mexikanische Fußballmeisterschaft gewann. Am Saisonende 1988/89 verließ er die Pumas, um fortan in jährlichem Turnus den Verein zu verwechseln: 1989/90 ging er nach Morelia und spielte für die Monarcas. Anschließend kehrte er in seine Heimatstadt zurück und unterschrieb einen Vertrag bei Cruz Azul, dem Stadtrivalen seines Exvereins. 1991/92 spielte er für Atlas Guadalajara und 1992/93 erneut für Cruz Azul, bevor er seine aktive Karriere in der Saison 1993/94 bei Toros Neza ausklingen ließ.

### Nationalmannschaft
Sein Debüt im Dress der mexikanischen Nationalmannschaft feierte Raúl Servín in einem am 2. Juni 1985 ausgetragenen Freundschaftsspiel gegen Italien, das 1:1 endete. Sein erstes Länderspieltor gelang ihm am 22. Oktober 1985 beim 2:2 gegen die Vereinigten Arabischen Emirate. 
Höhepunkt seiner Länderspielkarriere war die Teilnahme an der im eigenen Land ausgetragenen Fußball-Weltmeisterschaft 1986, bei der er alle fünf Spiele der Gastgeber in voller Länge absolvierte und im Achtelfinale gegen Bulgarien den Treffer zum 2:0-Endstand erzielte. 
Zwei weitere Länderspieltore gelangen ihm beim 13:0-Sieg gegen die Bermudas am 28. April 1987. Seinen letzten Einsatz für „el Tri“ hatte Servín am 13. Mai 1990 beim 1:2 gegen Kanada. 

## Erfolge
- Mexikanischer Meister: 1980/81